# Hibiscus noldeae
Hibiscus noldeae är en malvaväxtart som beskrevs av E. G. Baker. Hibiscus noldeae ingår i Hibiskussläktet som ingår i familjen malvaväxter. Inga underarter finns listade i Catalogue of Life.